# Морли
Морли (на английски: Morley) е град в община Лийдс, област Западен Йоркшър – Англия. Той е разположен в центъра на метрополиса наричан също Западен Йоркшър. Населението на града към 2001 година е 54 051 жители.

## География
Морли е разположен в югозападната част на общината, централно на една от най-урбанизираните територии в Обединеното кралство, заемаща четвърто място с населението си от 1 499 465 жители. Градът се е слял почти напълно с общинския център Лийдс, който се намира в североизточна посока.
В непосредствена близост, южно от града, преминава Магистрала М62 по направлението изток-запад (Хъл-Лийдс-Манчестър-Ливърпул).

## Демография
Изменение на населението на града за период от две десетилетия 1981 – 2001 година:
| година    | 1981   | 1991   | 2001   |
| --------- | ------ | ------ | ------ |
| население | 44 671 | 47 579 | 54 051 |